# Nižné Račkovo pleso
Nižné Račkove pleso je jezero ve skupině Račkových ples v Račkově dolině v Západních Tatrách na Slovensku. Má rozlohu 0,67 ha případně včetně Suchého Račkova plesa 1,1840 ha a je 170 m dlouhé a 120 m široké. Dosahuje maximální hloubky 1,7 m a objemu 5624 m³. Leží v nadmořské výšce 1697 m.

## Okolí
Nachází se v nejvyšší části Račkovy doliny zvané Račkov Zadok. Na severu se tyčí Končistá a východně od něj je nad plesem Račkovo sedlo. Ve stejném kotli na severozápad od něj se nacházejí Vyšné Račkovo pleso a jihozápadně Suché Račkovo pleso, se kterým se za vyššího stavu vody spojuje a v některých zdrojích jsou pro obě tato plesa uvedeny společné hodnoty.

## Vodní režim
Do západního konce přitéká Račkov potok z Vyšného Račkova plesa, který z plesa odtéká širokým průtokem do jihozápadně položeného Suchého Račkova plesa. U jihovýchodního břehu se nachází jedno ze sedmi malých vysychajících Račkových ples. Náleží k povodí Váhu. Rozměry jezera v průběhu času zachycuje tabulka:
| Rok   | Měření prováděl | Rozloha ha | Délka m | Šířka m | Hloubka max.m | Objem m³ |
| ----- | --------------- | ---------- | ------- | ------- | ------------- | -------- |
| [ 3 ] | WET             | 0,67       | 170     | 120     | 1             | [ 3 ]    |
| [ 3 ] | WET             | 0,67       | 170     | 120     | 1,2           | [ 3 ]    |
| 2005  | Gregor, Pacl    | 1,1840     | [ 3 ]   | [ 3 ]   | 1,7           | 5624     |

## Přístup
Ve vzdálenosti 80 m od plesa prochází  žlutá turistická značka přístupná pěšky v období od 16. června do 31. října, z níž vede neznačená odbočka k plesu, na níž je přístup zakázán.
- po  žluté turistické značce z Račkovy doliny.
- po  žluté turistické značce z Račkova sedla na hlavním hřebeni Západních Tater.